# Maasi
Maasi (Duits: Masik) is een plaats in de Estlandse gemeente Saaremaa, provincie Saaremaa. De plaats heeft de status van dorp (Estisch: küla) en telt 55 inwoners (2021).
Tot in oktober 2017 behoorde Maasi tot de gemeente Orissaare. In die maand werd Orissaare bij de fusiegemeente Saaremaa gevoegd.
De plaats ligt aan Väike väin, de zeestraat tussen de eilanden Muhu en Saaremaa.

## Burcht Maasilinn
In het jaar 1345 begon de Lijflandse Orde met de bouw van de burcht Soneburg (Estisch: Maasilinna ordulinnus). De burcht werd gebouwd op bevel van Burchard von Dreileben, Meester van de Orde tussen 1340 en 1345, na de vernieling van de burcht van Pöide door de Esten in de Opstand van de Sint-Jorisnacht in 1343 en de overwinning op de Esten in 1345. De burcht werd gebouwd door Estische dwangarbeiders als compensatie voor de vernieling van de burcht van Pöide. Vandaar de naam Soneburg (‘vergoedingsburcht’). De bouw begon in hout, maar Burchards opvolger, Goswin von Herike (Meester in de jaren 1345–1359), bouwde verder in steen. De burcht was tevens het bestuurscentrum van Muhu en Oost-Saaremaa. Rond 1518 werd de burcht aan de voorzijde uitgebouwd en in de 16e eeuw waarschijnlijk uitgebreid met enkele bastiontorens en geschutkamers voor kanonnen.
In 1561 gingen de bezittingen van de Lijflandse Orde, dus ook de burcht Maasilinn, over in Deense handen. Inmiddels was de Lijflandse Oorlog uitgebroken. De Denen ontmantelden hun kasteel in 1566, maar namen het daarna weer in gebruik. In de jaren 1568 en 1575 viel het kasteel in handen van de Zweden, die van het kasteel hun basis op Saaremaa maakten. Om herhaling te voorkomen liet de Deense koning Frederik II in 1576 Maasilinn opblazen. Sindsdien is het kasteel een ruïne. Wel zijn in 2001 renovatiewerkzaamheden uitgevoerd.
In 1985 werd voor de kust van Saaremaa in de nabijheid van de burcht een goed geconserveerd scheepswrak ontdekt. Het schip meet 10 bij 5,5 meter en is gebouwd rond 1550. Het is het best bewaarde middeleeuwse schip van Estland. In 2010 is het Maasilinna laev (‘schip van Maasilinn’) overgebracht naar het Maritiem museum van Tallinn.

## Landgoed en dorp
Een landgoed Maasi werd voor het eerst genoemd in 1592 onder de naam Masick, maar is vermoedelijk een halve eeuw eerder gesticht. In 1920 ontstond op het terrein van het vroegere landgoed een nederzetting, die pas in 1977 officieel de status van dorp kreeg.
Bij de overgang van de gemeente Orissaare naar de gemeente Saaremaa werd het buurdorp Laheküla bij Maasi gevoegd. Dit was noodzakelijk omdat in de fusiegemeente nog een ander dorp met de naam Laheküla lag.

## Foto's

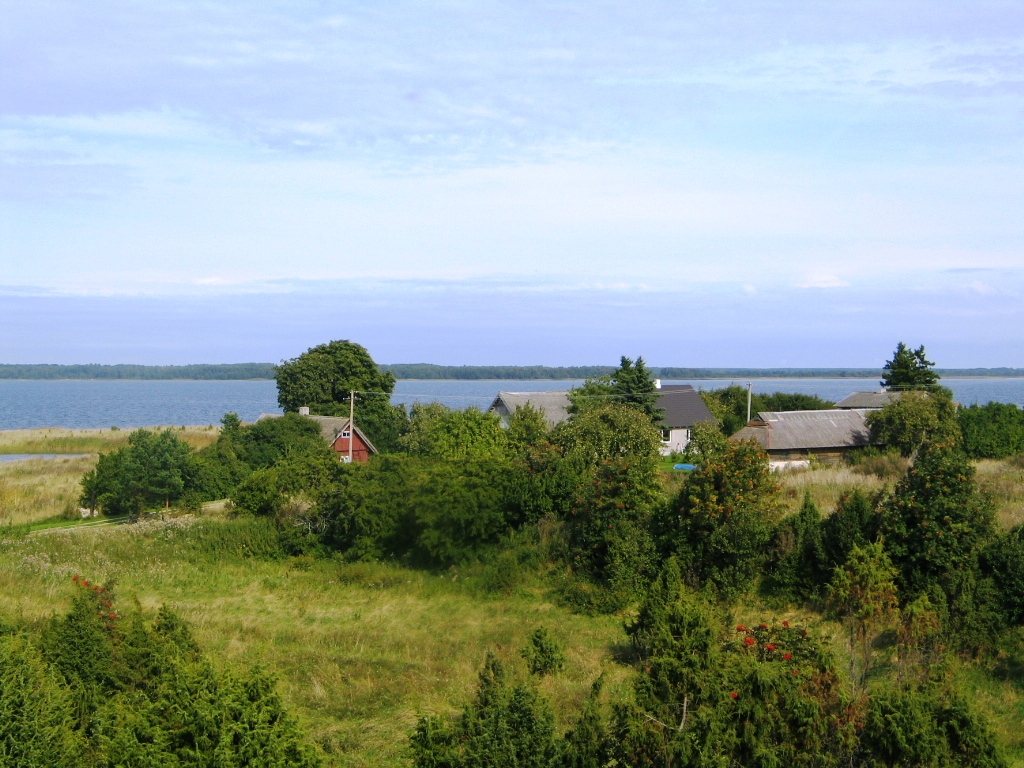
Het dorp Maasi
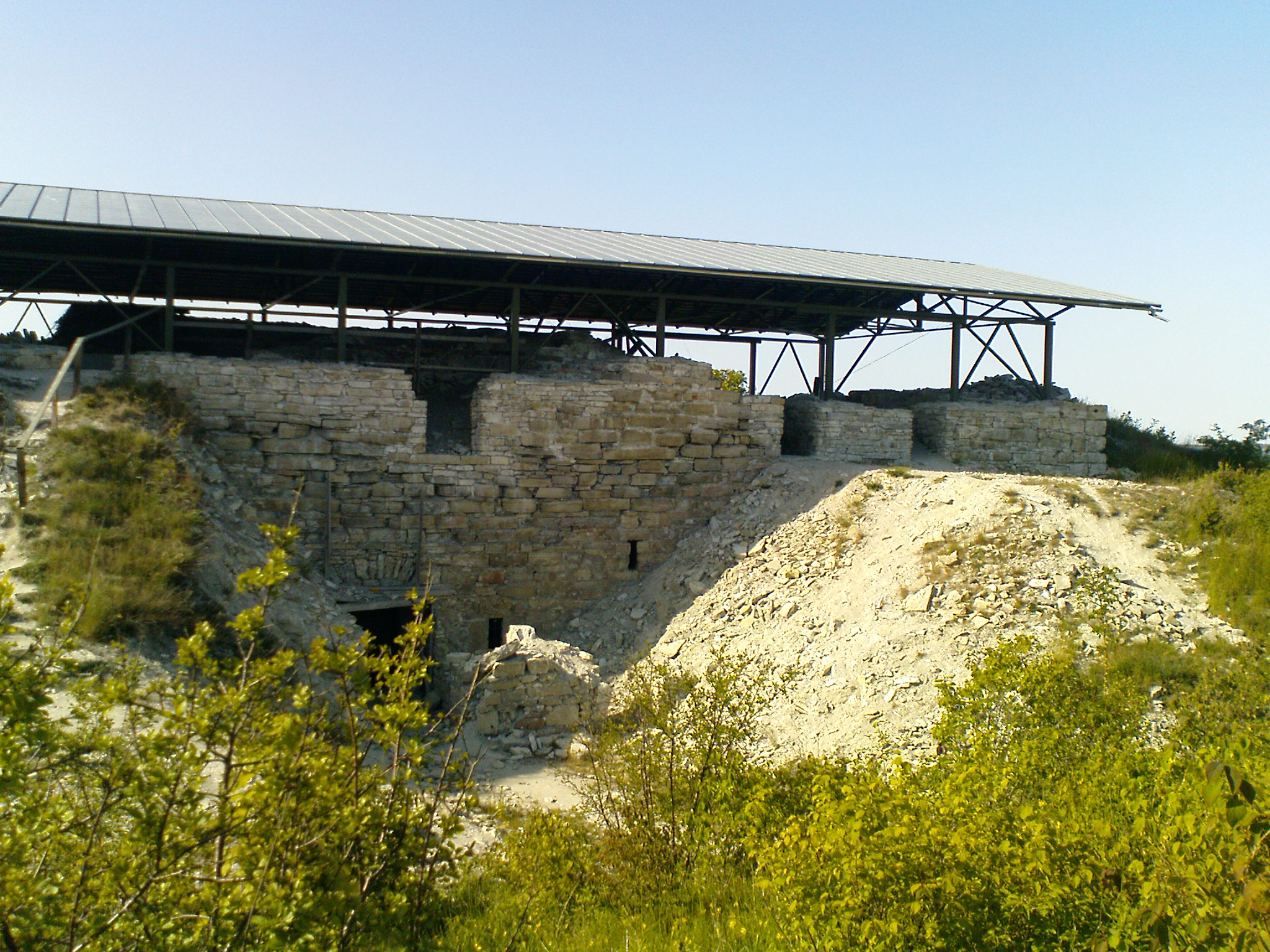
De ruïne van de burcht Maasilinn
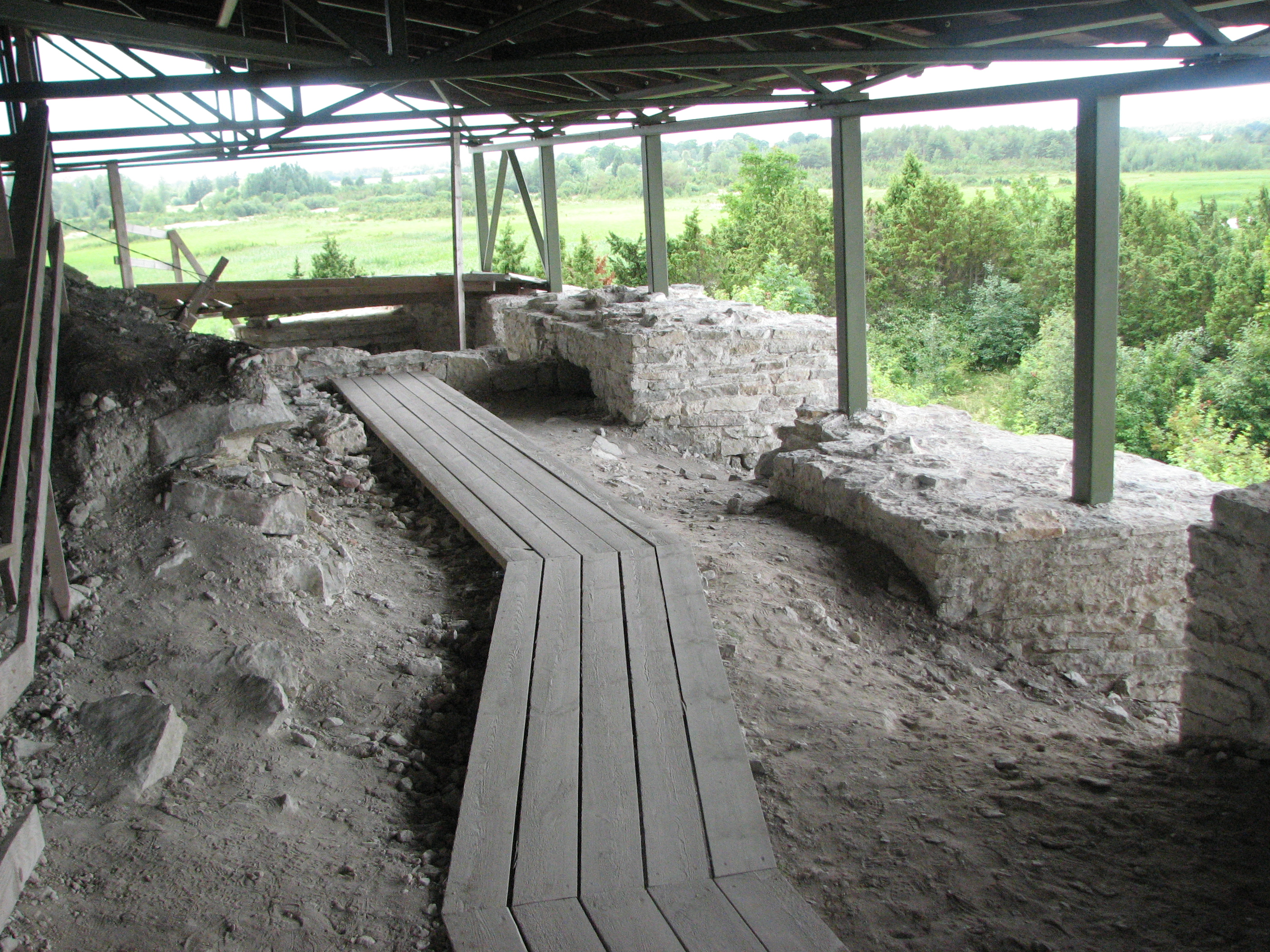
Uitzicht vanaf de burcht
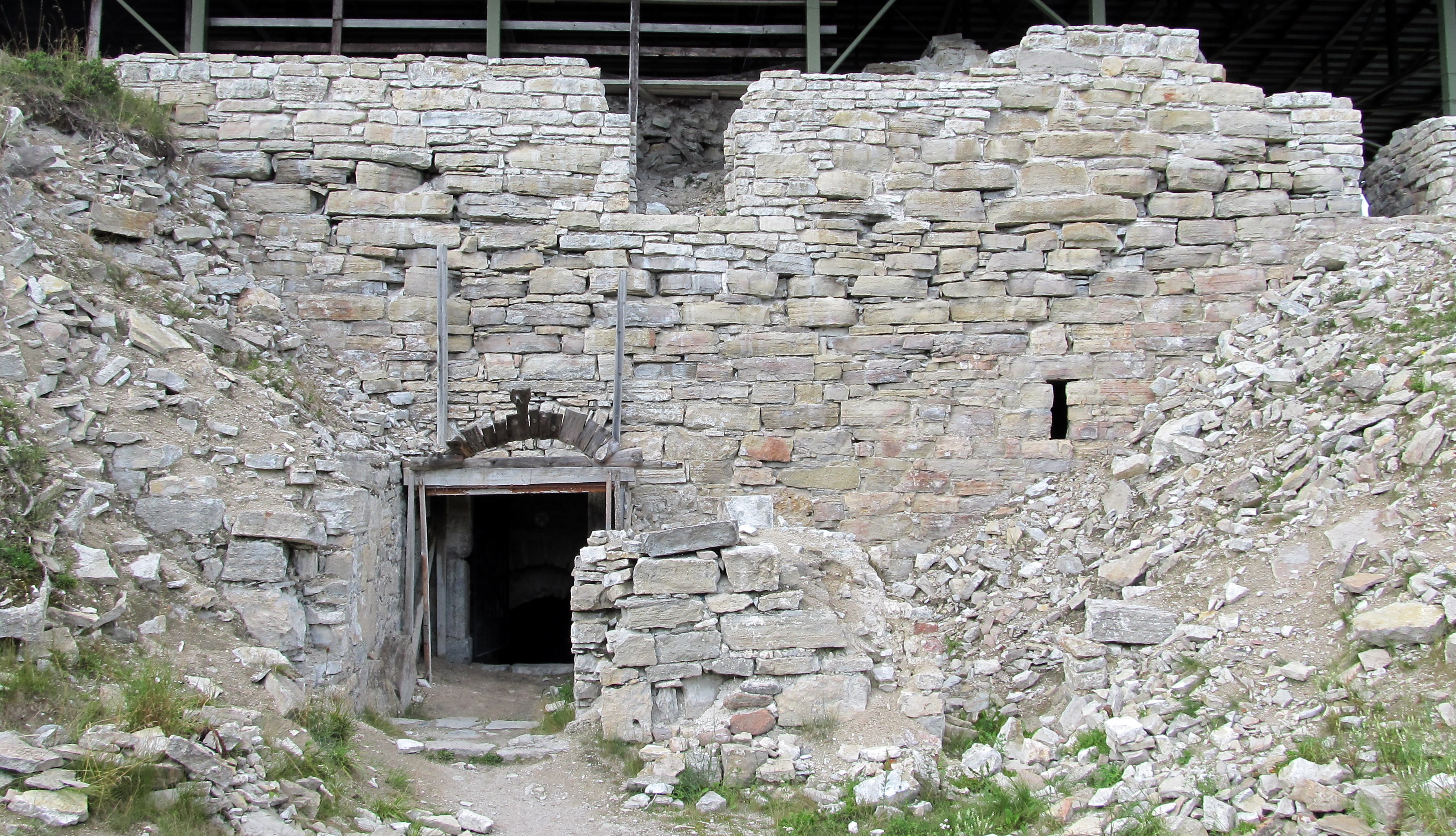
Ingang
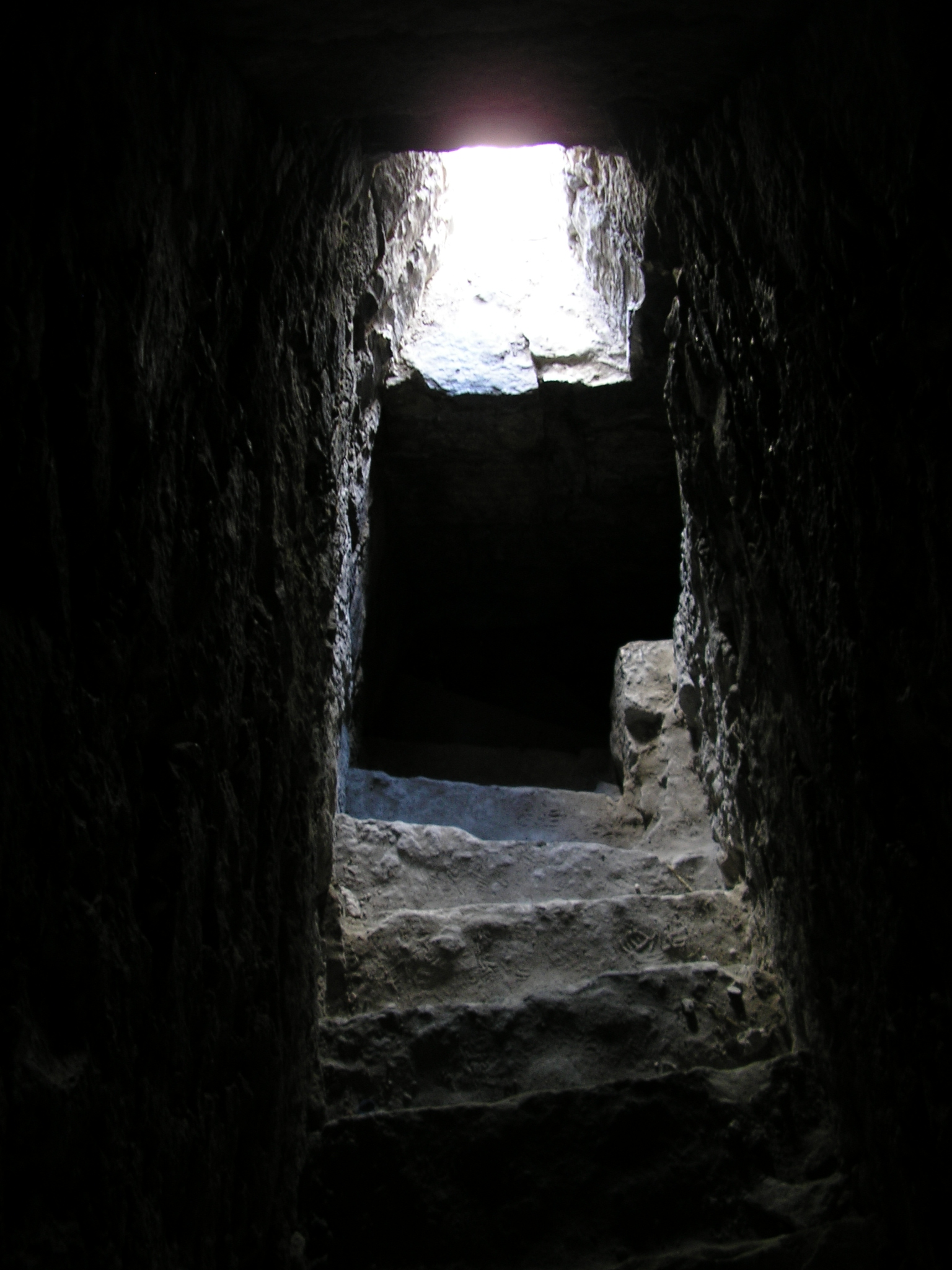
Trap
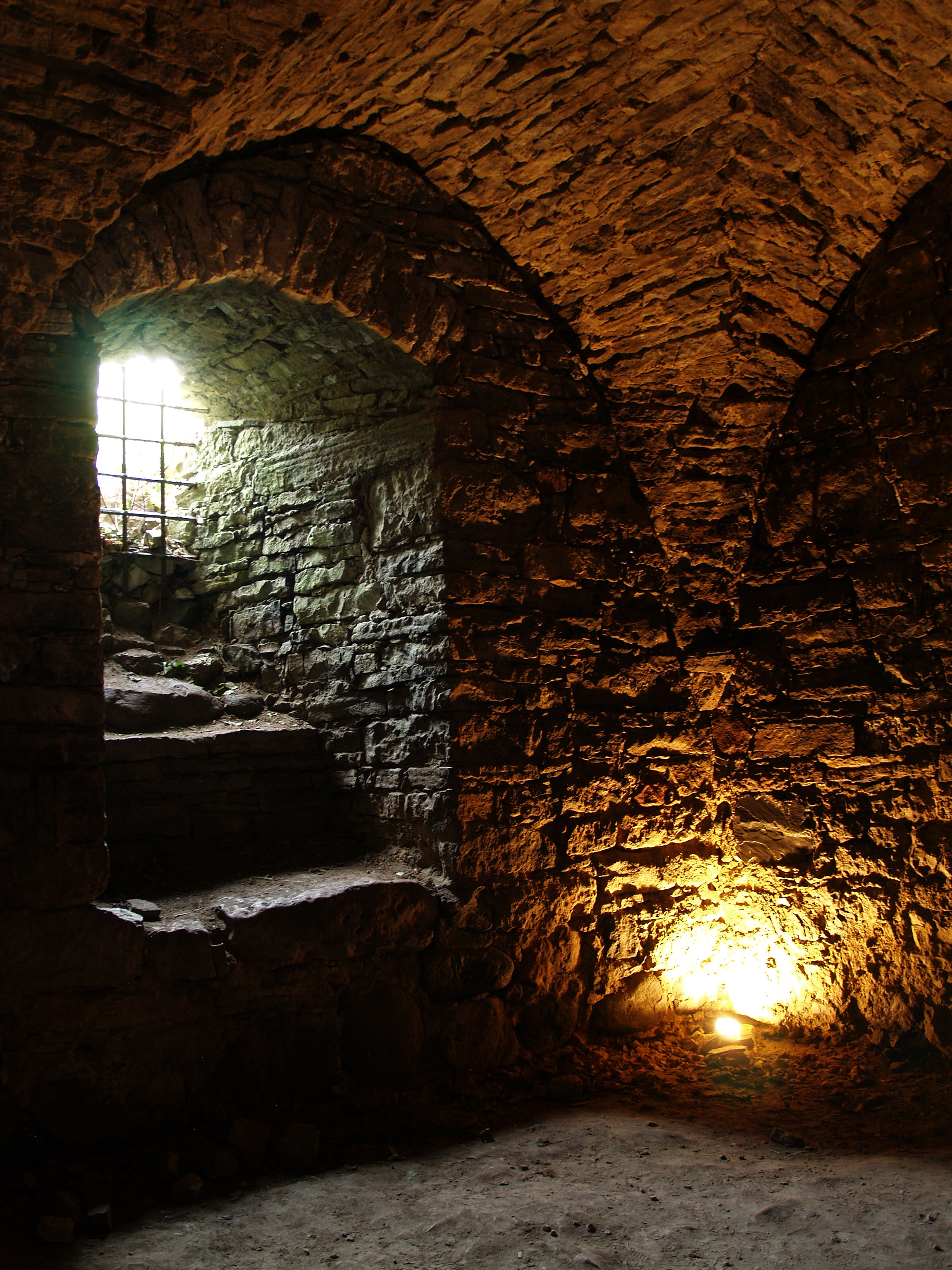
De gewelven binnen de ruïne
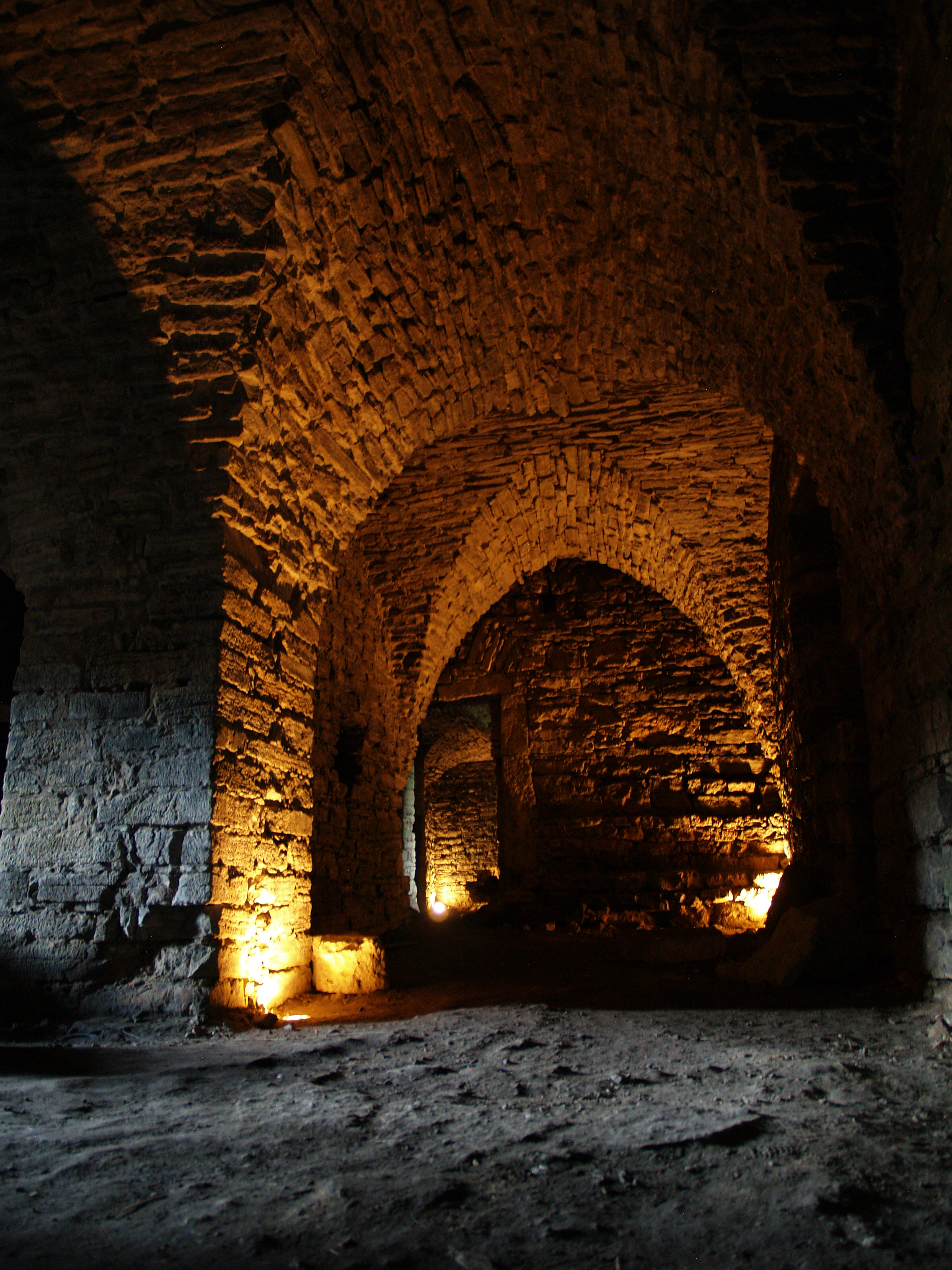
De gewelven binnen de ruïne
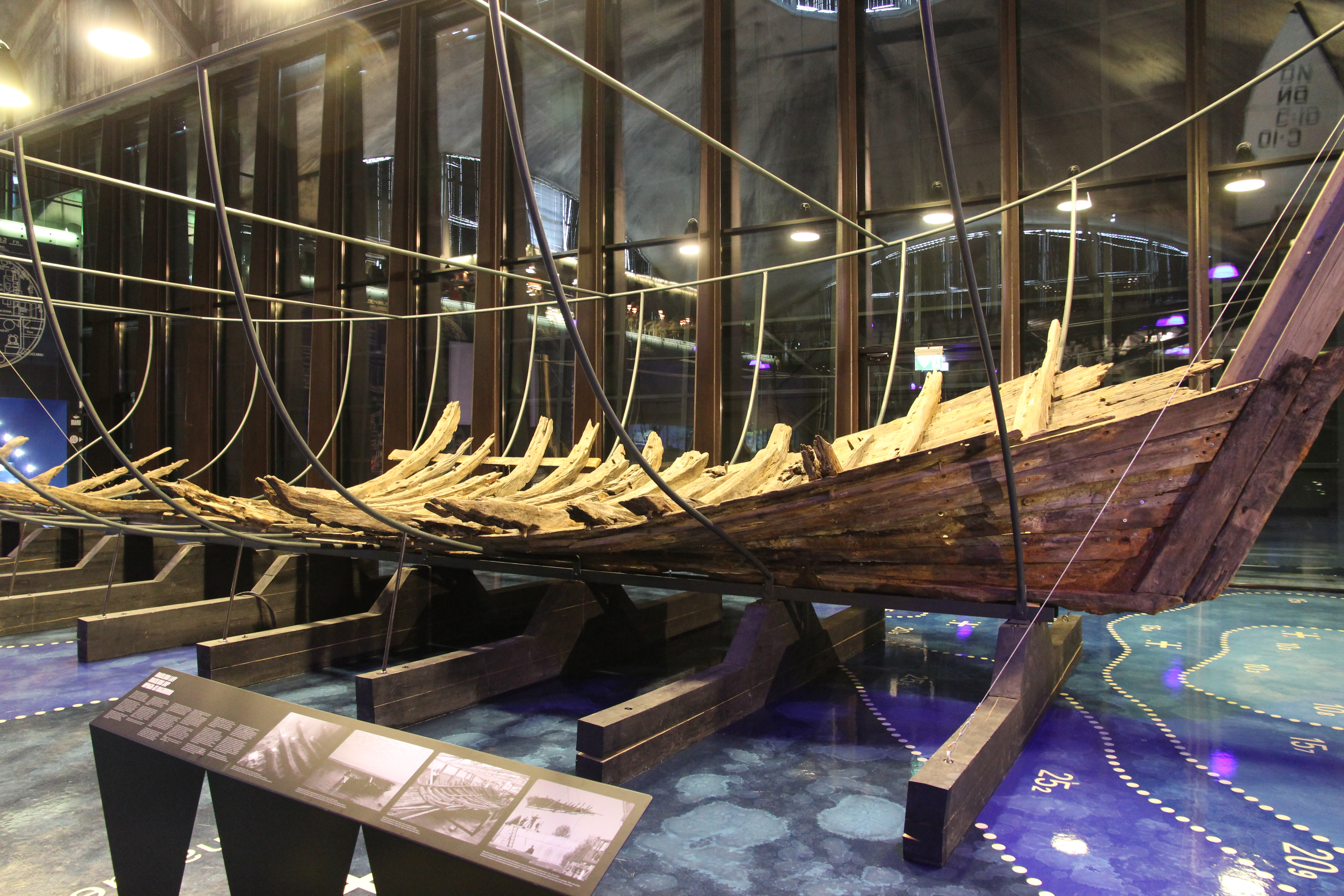
Het schip van Maasilinn